# 坂本雄一
坂本 雄一（さかもと ゆういち、1967年9月1日 - 2023年4月6日）は、日本の陸上自衛官。最終階級は陸将。出身職種は普通科。
2023年3月30日に第39代第8師団長に就任したが、就任直後の同年4月6日、航空偵察のためUH-60JA多用途ヘリコプターに搭乗して沖縄県宮古島周辺空域を飛行中に宮古島沖陸自ヘリ航空事故に遭難、殉職。

## 経歴
北海道旭川市出身。北海道旭川東高等学校を経て、1991年3月に防衛大学校（第35期）を卒業し、陸上自衛隊に入隊。高校の同級生に北海道上富良野町長の斉藤繁がいる。
入隊後、第9普通科連隊、第3普通科連隊、第28普通科連隊などの所属を経て、2013年12月には第3普通科連隊長に就任。
2017年3月、陸将補に昇任し、中部方面総監部幕僚副長に就任。2019年8月、陸上総隊司令部の運用部長、2021年3月に第12旅団長を務め、防衛政策の立案や部隊の運用にかかわるポストを歴任した。2023年3月には陸将に昇任し、第8師団長に就任した。着任の翌日に行われた着任式では、「厳しい安全保障環境のなかで戦い方そのものが変化している。変化や進化を意識して、挑戦することを心がけてほしい」と隊員に訓示していた。また、着任式のあとの記者会見では、「地域に信頼され、愛される第8師団に育成していきたい」と抱負を語っていた。

同年4月6日午後3時46分頃、宮古島の上空から地形を確認するためUH-60JAに搭乗し、宮古島分屯基地を離陸、午後3時56分、宮古島周辺を飛行していたところ、機影がレーダーから消えた。周辺海域で機体の一部とみられる浮遊物や油が見つかったため、防衛省は事故と判断し、海上保安庁とともに機体を捜索している。同機には坂本の他、師団ナンバー3にあたる師団幕僚長など幹部3人、パイロット2人、整備員2人を含む隊員計10人が搭乗しており、全員が行方不明となった。捜索により、4月21日までに事故機に乗っていた10人のうち6人が見つかり、引き揚げた5人の死亡が確認された。防衛省は同日、5人の遺体のうち1人の遺体が坂本師団長と確認されたと発表した。55歳没。事故から1年を過ぎた2024年4月15日号の官報において、2024年4月6日付で旭日中綬章追贈が告示された。

## 勤務歴
- 1991年（平成03年）
  - 3月：防衛大学校（第35期）を卒業、陸上自衛隊に入隊（第72期一般幹部候補生）
  - 9月：第9普通科連隊[1]
- 1992年（平成04年）3月：3等陸尉に任官
- 1995年（平成07年）3月：第3普通科連隊[1]
- 1998年（平成10年）3月：陸上自衛隊幹部候補生学校[1]
- 1999年（平成11年）8月：陸上自衛隊幹部学校付（指揮幕僚課程）[1]
- 2001年（平成13年）8月：第28普通科連隊[1]
- 2003年（平成15年）
  - 3月：陸上自衛隊研究本部[1]
  - 8月：外務省（欧州局 兼 防衛省防衛政策局）[1]
- 2005年（平成17年）
  - 3月：陸上幕僚監部調査部調査課[1]
  - 7月：2等陸佐
- 2006年（平成18年）
  - 3月：陸上幕僚監部運用支援・情報部情報課[1]
  - 8月：陸上幕僚監部防衛部防衛課[1]
- 2010年（平成22年）
  - 1月：1等陸佐
  - 3月：陸上自衛隊研究本部[1]
  - 8月：防衛研究所一般課程（幹部学校付）[1]
- 2011年（平成23年）
  - 7月：陸上自衛隊研究本部[1]
  - 12月：統合幕僚監部防衛計画部防衛課防衛班長[1]
- 2013年（平成25年）12月18日：第3普通科連隊長[1]
- 2015年（平成27年）8月4日：陸上幕僚監部監理部広報室長[1]
- 2017年（平成29年）3月27日：陸将補に昇任、中部方面総監部幕僚副長（防衛）[11]
- 2019年（令和元年）8月23日：陸上総隊司令部運用部長[12]
- 2021年（令和03年）3月26日：第12代 第12旅団長に就任[13]。
- 2023年（令和05年）
  - 3月30日：陸将に昇任、第39代 第8師団長に就任[14]。
  - 4月6日：宮古島沖陸自ヘリ航空事故にて他の全乗員と共に消息不明。
  - 4月21日：西部方面総監部付[15]。
  - 同日：死亡確認を発表[16]。
- 2024年 （令和06年）
  - 4月6日: 旭日中綬章受章　(死後叙勲)

## 栄典
- 旭日中綬章-2024年（令和6年）4月6日